# Mezoregion Sudoeste Paraense

Mezoregion Sudoeste Paraense

Mezoregion Sudoeste Paraense – mezoregion w brazylijskim stanie Pará, skupia 14 gmin zgrupowanych w trzech mikroregionach. Liczy 417.571,4 km² powierzchni.

## Mikroregiony
- Altamira
- Itaituba